# Fotografia subaquática
A fotografia subaquática é um tipo de fotografia que se realiza sob a água, durante uma imersão ou mergulho com scuba, com snorkel, em apneia ou nadando.

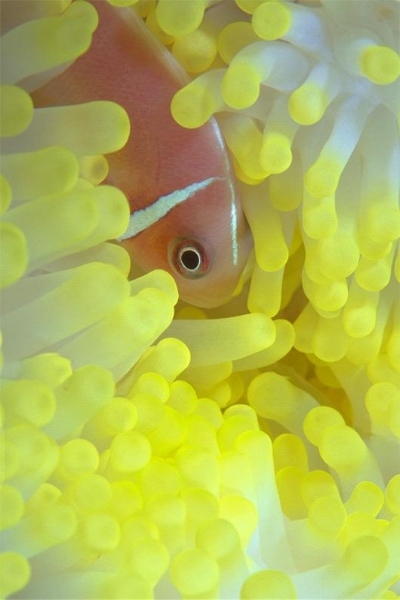
Um peixe-palhaço escondendo-se entre tentáculos de uma anêmona do mar.

A fotografia em condições subaquáticas deve levar em conta que as cores se perdem à medida que se aumenta a distância e que os objetos aparentam estar mais próximos de nós. Além disso, a pressão na água aumenta consideravelmente com a profundidade.
Há câmeras destinadas especificamente para fotografia submarina, mas algumas câmeras digitais comuns podem contar com acessórios que adaptam a câmera para fotos sob a água.

## Visão geral
A fotografia subaquática é considerada uma área especial da fotografia que requer equipamentos e técnicas muito especializadas para ser praticada com sucesso.
A fotografia submarina está sujeita à influência de marés, fortes correntezas e baixa visibilidade. O fotógrafo submarino também precisa ser um bom mergulhador.
Apesar das dificuldades iniciais, ela oferece oportunidade de obter fotos inusitadas. Fotos de peixes e mamíferos marinhos são os mais comuns, mas há embarcações naufragadas, grutas submersas, paisagens submarinas e retratos sob a água.

### Perda de cores e de contraste sob a água

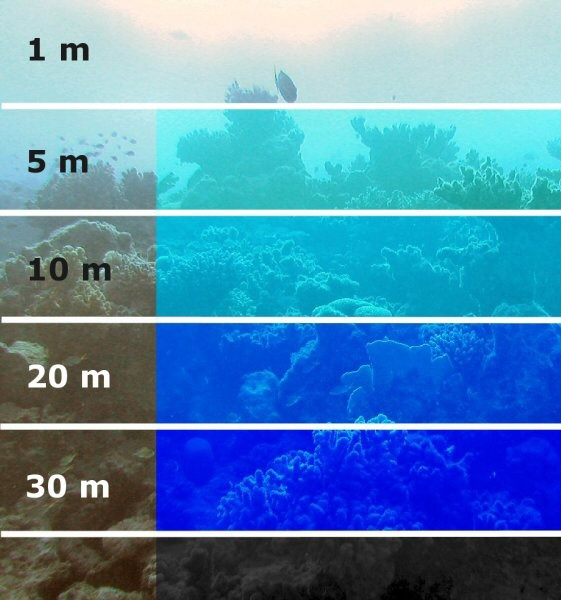
Absorção da luz pela água cresce rapidamente com a profundidade ou distância.

O principal obstáculo a ser superado pelo fotógrafo subaquático é a extrema perda de cor e contraste a uma certa profundidade ou distância do objeto, fato que pode ser observado  mesmo mergulhado numa piscina de águas rasas e cristalinas. As fotos apresentam um primeiro plano de cores bem distintas contra um fundo azulado e chapado.
Fotógrafos resolvem este problema combinando duas técnicas:
A primeira é posicionar a câmera tão próxima quanto possível do objeto, minimizando a perda horizontal de cor. Isto é facilitado pelo uso de objetivas grande angulares ou objetivas para macrofotografia que permitem uma maior aproximação câmera-objeto.
A segunda técnica é usar flash para recuperar as cores perdidas com a profundidade. O flash de preenchimento colorirá o quadro com seu espectro de luz visível plenamente.

### Distância focal
Na fotografia submarina geralmente a câmera se encontra em ambiente seco, esteja ela dentro de uma nave submarina, numa caixa estanque ou envolto numa bolsa de plástico estanque.
Nestas condições, os objetos aparentam estar mais próximos do que se encontram na realidade, e a câmera deve focar a posição aparente. O meio aquático apresenta um índice de refração de 1,34. Assim, com câmeras manuais, um objeto a 1,34 m deve ser focado como se estivesse a 1m.
A maioria das câmeras compactas digitais possui foco automático que faz a compensação automaticamente, focando a imagem virtual e exibindo a imagem resultante numa tela luminosa em que a imagem exibida é a imagem que será obtida.

### Aumento de pressão
Salvo se a câmera estiver contida dentro de uma nave com pressão controlada, o aumento de pressão com a profundidade do mergulho deve ser considerado. A câmera entra na água com a pressão equilibrada em uma (1) atmosfera, mas a pressão aumenta rapidamente. Cada dez metros de profundidade agrega uma pressão de 1 kg/cm2.
Dependendo do equipamento que o fotógrafo tenha em suas mãos, ele pode estar limitado a fotografar a profundidades menores que sua capacidade de mergulho.
Para recreação, são fabricados cases universais de plástico flexível que tornam a câmera à prova d'água e permitem levar a câmera a cerca de 10m de profundidade, assim como a câmera digital esportiva D10 da Canon ou a câmera descartável Ultra Aquatic da Kodak.
Caixas estanques em plástico rígido permitem levar a câmera a profundidades que variam entre 10 e 40m.
Maiores profundidades podem ser atingidas com equipamentos especialmente destinados à fotografia submarina. Fotógrafos profissionais costumam recorrer a caixas estanques feitas por fabricas especializadas, ou a caixas adaptadas especialmente para suas câmeras.
Fotocélulas e radio flashes também podem ser usados em fotografia submarina, desde que encapsuladas em caixas estanques com resistência compatível com a profundidade de mergulho.

### Backscattering
Outro complicador é o fenômeno do backscattering que aparece quando a luz do flash é refletida de volta e difundida pelo pó em suspensão e pelo s plânctons. Apesar de aparentemente límpida, a água contém uma enorme quantidade destas partículas, apesar de não serem visíveis a olho nu.
A melhor técnica para evitar o backscattering é utilizar flashes cativos externos à câmera disparados em sincronia com a câmera.

### Aberrações óticas
A lente plana das caixas e bolsas estanques provoca dispersão de cores. A dispersão é causada pela refração maior ou menor das cores de comprimento de onda diferentes. Menor comprimento de onda (p.ex. azul) maior refração, maior comprimento de onda (p.ex. vermelho) menor refração. Isto vem a causar a chamada aberração cromática. Este fenômeno é bastante perceptível quando visualizamos os objetos através de vidros planos, em que as cores da imagem se desmancham em franjas nas partes mais afastadas do centro (aberração cromática lateral).

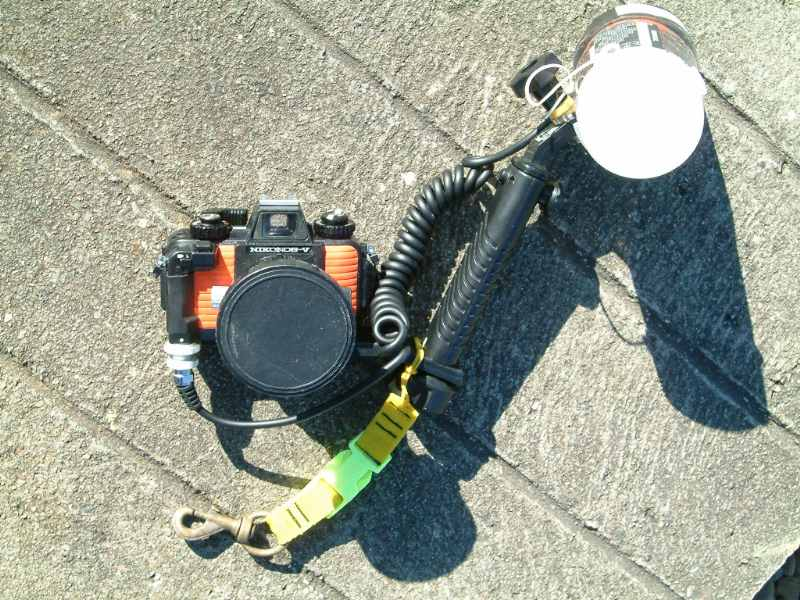
Um modelo de câmera submarina Nikon da linha Nikonos.

Outro fenômeno bastante comum é a distorção de esfericidade. Ao atravessar uma lente plana, a imagem sofre uma amplificação mais acentuada nas bordas do que no centro num fenômeno chamado de distorção em crescente.
Objetivas para macrofotografia e grande angulares especialmente desenhadas para fotografia submarina acoplam-se a caixas estanques pelo lado de fora.
Quando estas objetivas estão dentro da caixa estanque, acopladas à câmera, geralmente a caixa recebe uma lente domo que lembra um cap que costuma encobrir aquelas câmeras de segurança que se movimentam girando dentro deles. A lente domo oferece um campo de visão alargado, maior saturação de cores e imagens mais nítidas. O uso de lentes domo implica o emprego de objetivas que permitem focar a distâncias curtas, algo entre 40 e 60 cm.
As câmeras fotográficas submarinas como a Motor Marine III e as tradicionais câmeras da linha Nikonos fabricado pela Nikon têm esses problemas de ótica resolvidos.

## Equipamentos fotográficos
As câmeras digitais têm se mostrado bastante versáteis e muitas delas contam com caixas estanques como acessório original do fabricante da câmera. Alternativamente encontram-se no mercado de equipamentos fotográficos bolsas e caixas estanques fabricado por terceiros que se adaptam câmeras de diferentes fabricantes e modelos.

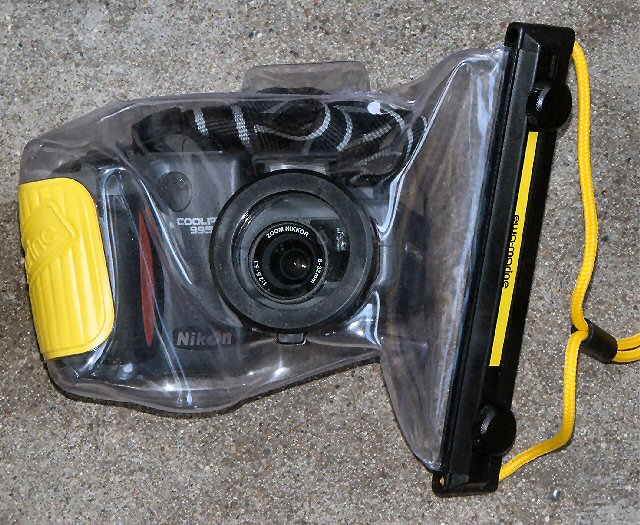
Uma Nikon Coolpix E-995 numa bolsa à prova d'água.

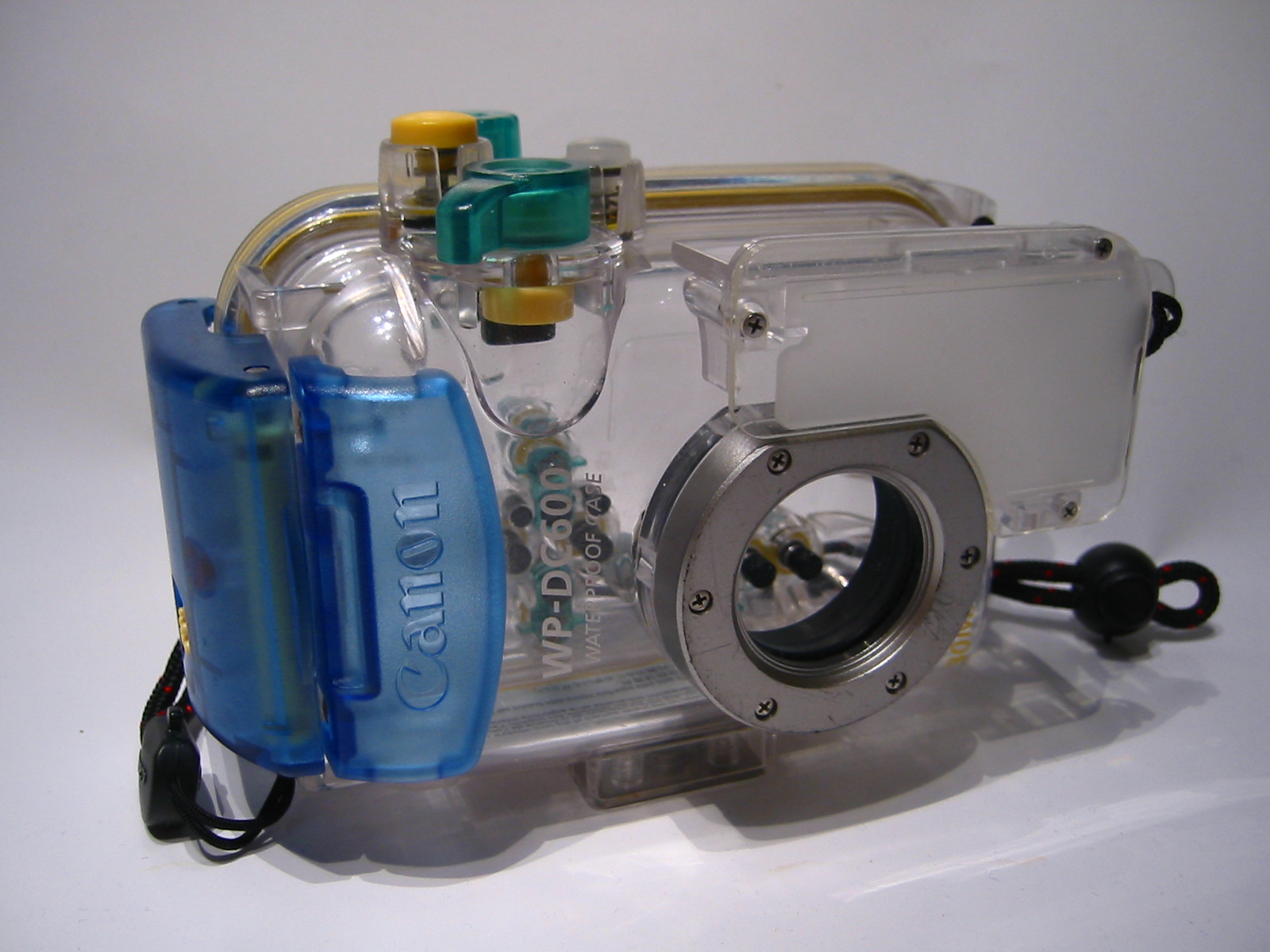
Caixa estanque de uma Canon digital.

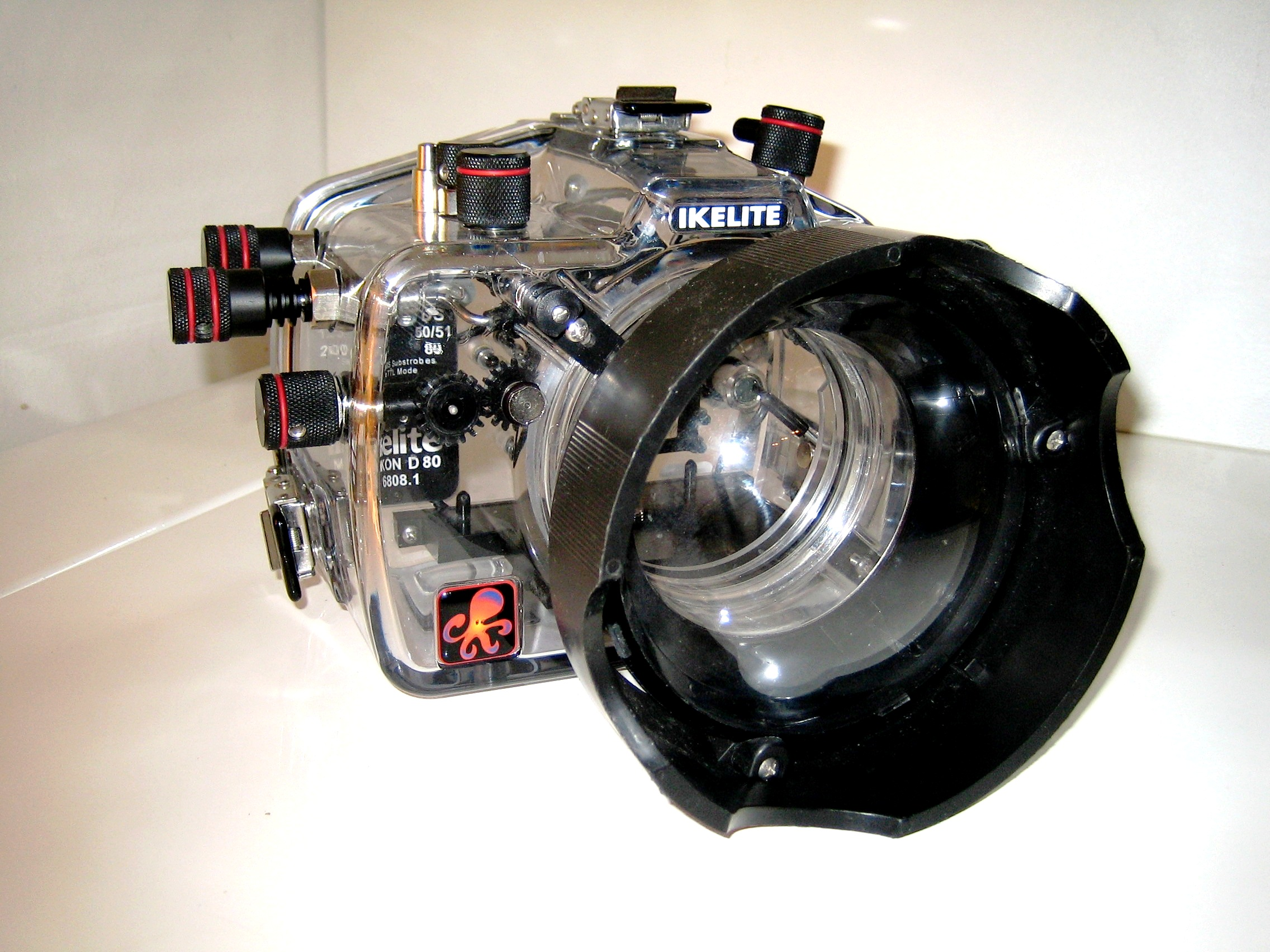
Caixa estanque Ikelite para câmera Nikon D80 DSLR.

Bolsas à prova d'água à venda no mercado fotográfico possibilitam a fotografia subaquática com câmeras compactas do tipo point-and-shoot (PES), algumas permitindo até o movimento livre da objetiva em zoom. Essas bolsas são conhecidas também como cases aquáticos, cases impermeáveis e bolsa seasub. Estas bolsas permitem ainda a fotografia sob chuva ou ventania. Não se aconselha sua utilização a profundidades além de cinco metros sob a água.
Algumas caixas estanques funcionam como adaptadores que permitem acoplar lentes conversoras para macrofotografia e grande angulares
As caixas estanques para uso profissional são feitas para acomodar câmeras sem flash embutido, do tipo que possibilita o uso de um flash montado sobre sua sapata e/ou dispõem de conectores para cabos de sincronismo para flashes ou tochas externas. Com este tipo de câmera é possível utilizar flashes cativos equipados com fotocélulas que dispararam em sincronia com  o flashe principal. Outro esquema possível é a utilização de um radio flash que emite sinais de rádio para disparar flashes cativos externos à caixa estanque. Com fotocélula ou radioflash os flashes cativos também têm que receber caixas estanques próprias.
Há ainda filtros especiais para fotografia submarina, mas o balanço de cores em ambiente submarino apresenta grandes dificuldades, visto que o equilíbrio de cor varia tanto em profundidade como longitudinalmente. A edição de fotos submarinas em editores de imagens é praticamente inevitável.

## Cronologia
- Há quem credite ao inglês William Thompson a primazia de ter obtido a primeira foto subaquática em 1856, embora a câmera tenha se inundado e a foto não tenha saído satisfatória.
- Em 1893, o biologista francês Louis Boutan obteve fotos subaquáticas que publicou em 1900 no seu livro La Photographie sous-marine et les progrès de la photographie. Para a tomada das fotos Boutan construiu uma caixa estanque que pesou cerca de 200 kg e usou um tempo de exposição de 30 minutos para obter fotos em chapa 5x7".
- Em 1927, Charles Martin e William H. Longley obtiveram a primeira fotografia subaquática a cores.
- Em 1957, Jean De Wouters criou a câmera subaquática Calypso-Phot a pedido de Jacques-Yves Cousteau que passou a ser comercializada no ano de 1961 pela empresa La Spirotechnique. A câmera usava filmes 35mm e suportava profundidade de 50m.
- Em 1963, a Nippon Kogaku (atualmente Nikon) lança a primeira câmera da linha Nikonos -a Nikonos I- baseada no Calypso-Phot cujos direitos adquiriu. As câmeras Nikonos (também conhecida como Calypso-Nikkor) sucederam-se até 1980, quando foram substituídas por câmeras automatizadas. O último modelo (Nikonos RS) usava filmes 35mm e suportava profundidades de até 100m. A linha Nikonos sofreu descontinuidade em 1996.
- Após descontinuar a linha de câmeras Nikonos a Nikon volta a fabricar caixas estanques que não fabricava desde 1956 acompanhando a tendência dos fabricantes de câmeras digitais de oferecer caixas estanques dedicadas como acessório para as câmeras de sua linha normal.

Mesmo nos dias de hoje equiparar a fotografia obtida com câmeras digitais à qualidade da fotografia submarina obtida com câmeras subaquáticas continua sendo difícil e dependente de equipamentos e técnicas especializadas de fotograr.